# 保険計理人
保険計理人（ほけんけいりにん）とは、保険業法で定められた保険数理の専門家であり、すべての生命保険会社と一定の要件を満たす損害保険会社は必ず取締役会で保険計理人を選任しなければならないこととされている。

## 要件
保険計理人は、通常の保険会社にあっては、日本アクチュアリー会の正会員であり、保険数理の実務に7年以上従事した者でなければならない。
少額短期保険業者にあっては、日本アクチュアリー会の正会員であって保険数理の実務に3年以上従事した者または準会員であって保険数理の実務に5年以上従事した者でなければならない。

## 職務
毎年、次の内容を確認し、結果を記載した意見書保険計理人の意見書を取締役会と金融庁長官に提出するよう、保険業法第百二十一条で定められている。これらの意見書を作成するに当たっては、日本アクチュアリー会が定める生命保険会社の保険計理人の実務基準に従うことが求められている(平成12年金融監督庁・大蔵省告示第22号)。
- 責任準備金が健全な保険数理に基づいて積み立てられているかどうか。
- 契約者配当または社員配当が公正かつ衡平に行われているかどうか。
- 将来の収支を保険数理に基づき合理的に予測した結果に照らし、保険業の継続が困難であるかどうか。
- 支払備金が健全な保険数理に基づいて積み立てられているかどうか。(損害保険会社のみ)